# リチャード・フレイビン
リチャード・フレイビン（Richard Flavin, 1943年 - 2020年5月11日）は、アメリカ合衆国生まれで長年日本に住んだ和紙作家、木版画家。

## 経歴
ボストン出身、地元の大学ではアートを専攻した。兵役で韓国に赴任中に休暇で訪れた鎌倉に魅せられ、退役後の1970年に再来日した。1972－74年、東京芸術大学の大学院聴講生として木版画を学ぶ。和紙の製法に興味を抱き、細川紙で知られた埼玉県小川町に移り住む。英語学校の教師をしながら、県の製紙工業試験場で手漉き和紙の製作技術を習得、その和紙でさまざまな美術作品を制作し、国内・国外の各所で展覧会を開催した 。その結果、伝統的な手漉き和紙の美しさと意義を日本人に再認識させることにつながった。また、80年代には、ゴルフ場の乱開発から里山の自然を守る運動にも参加した。2020年5月11日、都内で死去 。

## 著作
- 『日本の紙 全国手漉き和紙見本帖』、全国手すき和紙連合会、安川書店（2006年）。
- リチャード フレイビン：「きわめる 和紙に魅せられて」、『婦人之友』 109(5), 7-9, 婦人之友社 (2015年5月)。

## 紹介記事・インタビュー
- ジャパンタイムズ（2007年1月）[4]。
- アイオワ大学[5]。
- NHK紹介記事[6]。
- 読売新聞、2016年3月28日（月）、22面「ポップスタイル・クール」のI love JPN欄。